# Antonow

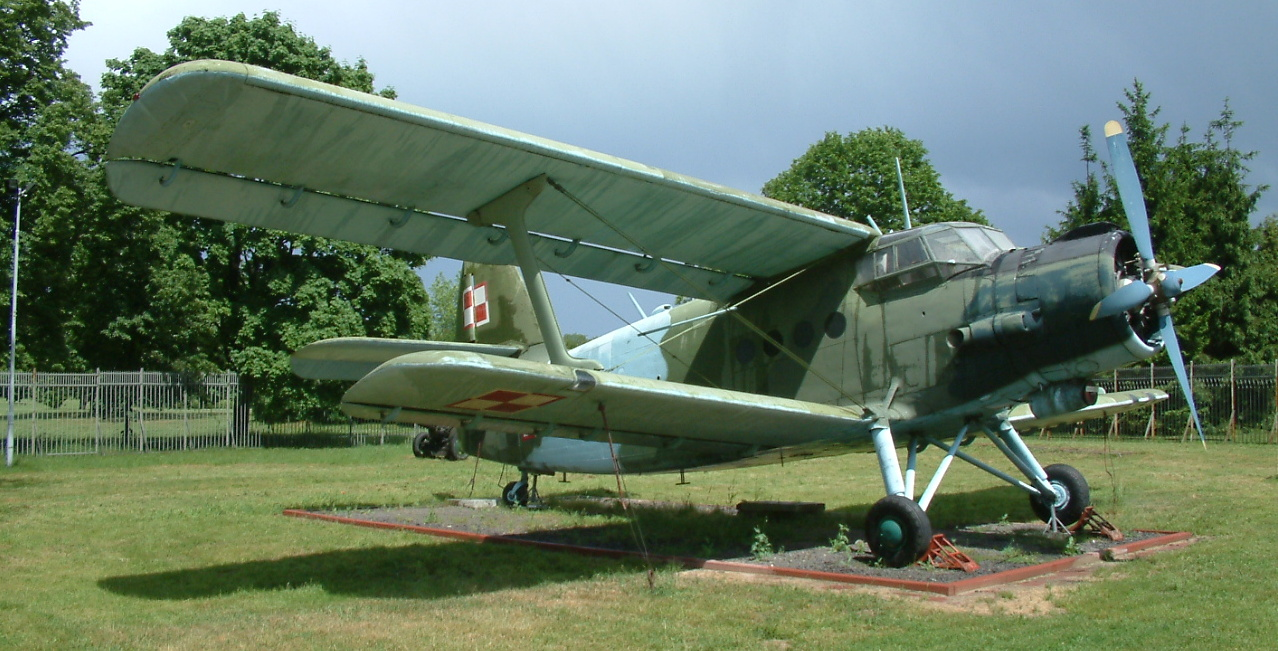
An-2 w Muzeum Uzbrojenia w Poznaniu

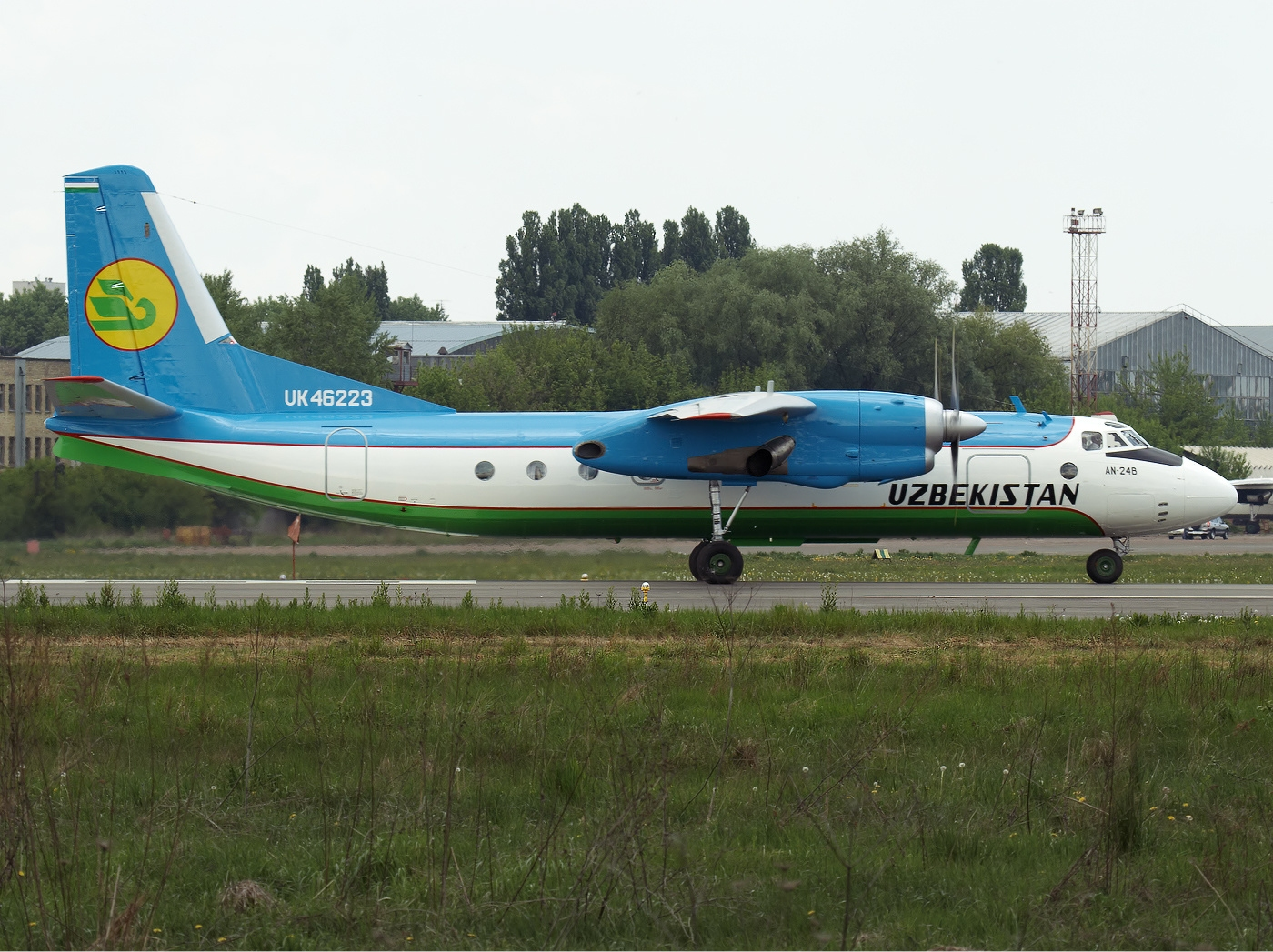
Popularny samolot pasażerski Antonowa An-24 w barwach Uzbekistan Airways

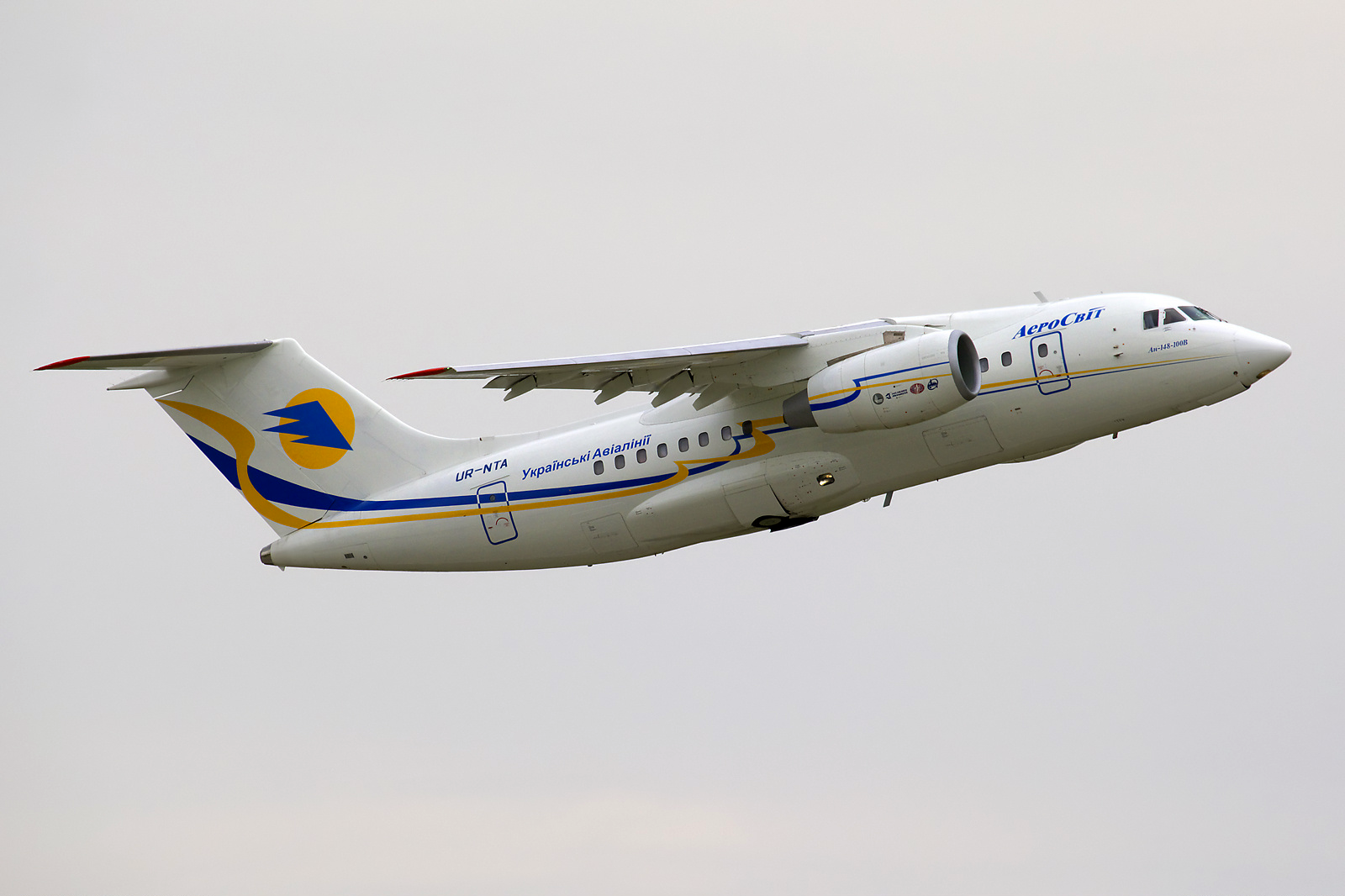
Nowoczesny samolot pasażerski Antonow An-148 w barwach linii Aerosvit

Państwowe Przedsiębiorstwo Antonow (ukr. Державне підприємство «Антонов») – ukraińskie przedsiębiorstwo zajmujące się produkcją, projektowaniem i serwisowaniem samolotów oraz przewozami lotniczymi. Jest następcą radzieckiego biura konstrukcyjnego Antonowa, specjalizującego się głównie w projektowaniu dużych samolotów transportowych, oraz zakładów lotniczych Awiant w Kijowie, działających obecnie jako Zakład Lotniczy Antonow. 
Zakłady wchodzące w jego skład zbudowały do tej pory około 22 000 samolotów (prefiks An-), z których wiele jest użytkowanych do tej pory w byłym Związku Radzieckim i w krajach rozwijających się.

## Historia
Początkiem przedsiębiorstwa Antonow było utworzenie w czasach ZSRR w 1946 roku w Nowosybirsku biura doświadczalno-konstrukcyjnego nr 153 (ros. opytno-konstruktorskoje biuro, OKB-153), kierowanego przez generalnego konstruktora Olega Antonowa aż do jego śmierci w 1984 roku. W 1952 roku biuro to zostało przeniesione do Kijowa. Kolejnym długoletnim generalnym konstruktorem po Antonowie był Piotr Bałabujew (do 2005 roku). Biuro znane było w czasach ZSRR z konstruowania udanych i masowo produkowanych przez państwowy przemysł lotniczy samolotów transportowych oznaczonych skrótem An-, jak An-2, An-12, An-26, w tym wielkich samolotów An-22, An-124 i An-225.
W 1985 roku biuro otrzymało imię O.K. Antonowa (OKB imieni O.K. Antonowa), natomiast w 1991 roku przekształcono go w Lotniczy Kompleks Naukowo-Techniczny (ANTK) im. O.K. Antonowa. Po rozpadzie ZSRR ANTK Antonow znalazł się na Ukrainie, która podjęła próby konsolidacji państwowego przemysłu lotniczego i przystosowania go do warunków gospodarki rynkowej, łącząc biuro konstrukcyjne z odrębnymi do tej pory zakładami produkcyjnymi. W latach 2005–2007 istniało Narodowe Zjednoczenie „Antonow”, w skład którego weszły ANTK im. O.K. Antonowa, zakład lotniczy Awiant w Kijowie, Charkowski Zakład Lotniczy i zakład nr 140, zajmujący się głównie remontami samolotów. Zastąpił je utworzony 14 marca 2007 roku Państwowy Koncern Budowy Samolotów „Awiacyja Ukrainy” ("Авіація України"), przemianowany 30 października 2008 roku na Państwowy Koncern Budowy Samolotów „Antonow” (ukr. Державний авіабудівний концерн "Антонов", ang. State aircraft building concern "Antonov"). W skład koncernu nadal wchodziły wymienione cztery podmioty.
1 lipca 2009 roku w skład ANTK im. O.A. Antonowa włączono zakład Awiant, znany następnie jako Zakład Lotniczy Antonow, jako jego filię produkcyjną. W tym czasie dzięki kooperacji z Rosją podjęto produkcję samolotów rodziny An-148/An-158. Nazwę ANTK zmieniono następnie 22 stycznia 2010 roku na Państwowe Przedsiębiorstwo „Antonow” (ukr. Derżawne pidpryjemstwo (DP) "Antonow", ang. Antonov Company).
15 czerwca 2015 roku właścicielem spółki został koncern Ukroboronprom (Ukraiński Przemysł Obronny). W tym roku też stanęła produkcja lotnicza koncernu wskutek trudności finansowych i braku zamówień. Przez kolejne lata główną część przychodów koncernu zapewniały należące do niego linie lotnicze Antonov Airlines, zajmujące się przewozami ciężkich i dużych ładunków przy pomocy samolotów konstrukcji Antonowa. W 2016 roku Ukroboronprom ogłosił utworzenie w swojej strukturze Ukraińskiej Korporacji Lotniczej (UAK), która połączyła wszystkie ukraińskie przedsiębiorstwa produkujące samoloty.
19 lipca 2017 rząd Ukrainy wydał dekret o zlikwidowaniu koncernu Antonow, jednak nie wywołało to skutków w sferze Państwowego Przedsiębiorstwa Antonow.

## Znani pracownicy
- Oleg Antonow – główny konstruktor 1946–1962, generalny konstruktor 1962–1984.
- Petro Bałabujew – generalny konstruktor 1984–2005.
- Dmytro Kiwa – generalny konstruktor 2005–2015.